# Tour della nazionale maschile di rugby a 15 dell'Italia 1975
Nel settembre 1975 la nazionale italiana di rugby intraprese un breve tour in Gran Bretagna.
L'Italia, guidata dal tecnico Roy Bish e capitanata da Umberto Cossara, giunse oltremanica con in previsione tre incontri totali, due in Scozia ed uno in Inghilterra.
L'evento centrale fu il test match contro una selezione Under-23 della nazionale inglese, in programma  il 13 settembre al Northumberland County Ground di Gosforth. Fu il primo incontro ufficiale dell'Italia con una nazionale britannica, anche se di livello giovanile e senza che venisse riconosciuto il cap ai giocatori inglesi da parte della Rugby Football Union. Il match riaprì il discorso avviato e subito interrotto tra il 1955 e il 1957, quando gli Azzurri giocarono più volte contro la selezione London Counties. La sconfitta subita per 13-29 venne giudicata onorevole, ma rimase evidente la distanza con un mondo rugbistico più evoluto.
In avvicinamento al test con l'Inghilterra Under-23, l'8 e il 10 settembre furono programmati due incontri non ufficiali in Scozia a Galashiels ed Edimburgo, contro i rispettivi club cittadini Gala Rugby Football Club e Heriot's FP; i match portarono una sconfitta ed una vittoria all'Italia XV, rispettivamente per 29-18 e 9-21.

## Risultati

### Iltest matchin Inghilterra
| Arbitro: | F. J. Parker |

|                                         |      |                    |
| Wood 23’ Field 38’ Kent 53’ Preston 76’ | mt   | 78’ Marchetto      |
| Hare 23’, 53’                           | tr   |                    |
| Hare 1’, 10’, 65’                       | c.p. | 1’, 58’, 73’ Ponzi |

### Gli altri incontri in Scozia
| Data              | Incontro             | Risultato | Sede                                |
| ----------------- | -------------------- | --------- | ----------------------------------- |
| 8 settembre 1975  | Gala ― Italia XV     | 29-18     | Netherdale, Galashiels              |
| 10 settembre 1975 | Heriot’s ― Italia XV | 9-21      | Goldenacre Sports Ground, Edimburgo |